# Taxicephomerus porrectus
Taxicephomerus porrectus is een keversoort uit de familie Cybocephalidae. De wetenschappelijke naam van de soort is voor het eerst geldig gepubliceerd in 1994 door Kirejtshuk.